# Miguel Ángel Rubiano
Rubiano  Chávez est un nom espagnol. Le premier nom de famille, en général paternel, est Rubiano ; le second, en général maternel, souvent omis, est Chávez.
Miguel Ángel Rubiano Chávez (né le 3 octobre 1984 à Bogota) est un coureur cycliste colombien.

## Biographie
Le 23 août 2008, Miguel Ángel Rubiano est contrôlé positif à l'octopamine (en) lors du Regio Tour. L'UCI le suspend 6 mois jusqu'au 23 février 2009. Sa victoire lors de la première étape du Tour de Slovaquie lui est retirée. Il rejoint à partir de 2011 l'équipe D'Angelo & Antenucci-Nippo. Il signe avec l'équipe cycliste Androni Giocattoli pour la saison 2012.

### Année 2012
Il dispute la course d'ouverture du calendrier national colombien, le circuito ciclístico nacional alcaldía de Tuta. Engagé individuellement, il s'échappe avec Freddy Piamonte et Victor Niño. Il remporte la course, en disposant de ses compagnons d'échappée au sprint.
Fin janvier, il participe au Tour de San Luis. Après avoir perdu quatre minutes le premier jour, Rubiano se distingue en accompagnant Alberto Contador et Levi Leipheimer lors de la troisième étape, arrivant en altitude. À cette occasion, il s'empare du maillot du meilleur grimpeur. Un temps repris par Contador, il se l'approprie définitivement, en prenant part à l'échappée matinale de la sixième étape. Il termine 17e au classement général final, payant ses lacunes en contre-la-montre.
Puis il part en Europe et dispute le Tour de la province de Reggio de Calabre, qu'il termine à la douzième place. La semaine suivante, il termine deuxième du Trofeo Laigueglia. Moreno Moser fausse compagnie, dans la dernière difficulté du jour, aux hommes ayant fait la différence dans le Mur de Pinamare. Celui-ci résiste et garde quatre secondes d'avance sur Rubiano qui règle un peloton de vingt-cinq coureurs. Quelques jours plus tard, il participe au Grand Prix de Lugano. Eros Capecchi s'échappe dans la dernière ascension du jour et maintient quatre secondes d'avance sur un petit groupe de treize hommes, où Rubiano figure. Il termine cinquième. À la fin du mois de février, il rentre en Colombie pour parfaire sa préparation en vue de sa participation au Tour d'Italie. 
Le 20 mars, il est au départ de la Semaine internationale Coppi et Bartali, avec sa formation. Encore huitième, à la veille de l'ultime étape, en contre-la-montre, il échoue à la treizième place mais se console avec le classement du meilleur grimpeur.
Le 15 avril, son équipe réalise un grand Tour des Apennins. Dans la descente de la dernière difficulté de la journée, le passo della Bocchetta, un groupe de vingt-deux unités se forme, où les Androni Giocattoli sont représentés par six éléments. L'absence de la moindre difficulté dans les vingt derniers kilomètres, amène à privilégier une arrivée au sprint. Rubiano et ses équipiers travaillent pour que Fabio Felline puisse remporter l'épreuve, lors de l'emballage final. Rubiano se classe dixième du sprint.
Six ans après, il participe à son second Tour d'Italie. Lors de la deuxième étape, il s'échappe, dès le départ, en compagnie de deux coureurs et prend jusqu'à 13 min 15 s d'avance, mais le peloton le rattrape à 40 km de l'arrivée. Cinq jours plus tard, il remporte la sixième étape, à l'issue d'une nouvelle longue échappée. Avec quatorze autres coureurs, il s'enfuit au km 19. Avec l'objectif d'endosser le maillot de meilleur grimpeur, il accélère dans chaque montée, comptant pour ce classement. Ainsi, il égrène le groupe pour se retrouver seul, après le passage au sommet du Montegranaro (1200 mètres à 13,8 %). Il reste 33 km pour atteindre l'arrivée et il décide de continuer en solitaire. Il rallie l'arrivée avec 1 min 10 s sur les derniers rescapés de l'échappée et 1 min 51 s sur le peloton. Il s'empare, également, du maillot du meilleur grimpeur. Il le garde jusqu'à l'arrivée de la douzième étape, où Michał Gołaś lui subtilise.

#### Son bilan de l'année
À son retour en Colombie, pour des vacances, il se confie aux reporters. Il estime que cette année 2012 a été très bonne, grâce aux bons résultats qu'il a obtenus et à la naissance de sa fille (qui l'a rendu le plus heureux du monde). Sa victoire d'étape au Tour d'Italie est l'évènement le plus remarquable de sa saison (et de sa carrière). Il confie qu'après un bon début d'année (avec le classement du meilleur grimpeur au Tour de San Luis), il a subi une baisse de régime un peu avant le début du Giro, et il a pris le départ de l'épreuve pas dans la forme qu'il aurait souhaité (ce qui ne l'a pas empêché toutefois de s'imposer lors de la sixième étape). Ensuite, il a terminé la saison par de bons résultats (comme sa deuxième place acquise lors de la Coppa Sabatini), restant protagoniste dans de nombreuses courses, même s'il regrette n'avoir pu remporter le moindre bouquet. Il attribue ses bons résultats à des innovations dans son entraînement, basé plus sur le développement de la puissance. Ce qui lui a permis d'être régulier tout au long de la saison. Il reste en Colombie jusqu'au Tour de San Luis 2013, où il veut bien figurer. Puis en février, il rentrera en Europe pour les courses d'un jour (qu'il dit préférer). Il préparera le Giro avec le but de bien figurer au classement général et le rêve de répéter sa victoire d'étape. De plus cinq, six courses comme le Tour d'Émilie ou la Coppa Sabatini l'inspirent beaucoup et il en a fait un objectif. Après avoir dû beaucoup changer d'équipes depuis son arrivée en Europe, voici sept ans, il a pu resigner pour la saison 2013 avec la même formation Androni Giocattoli.

### Année 2013
Il devait commencer l'année 2013, au sein d'une formation issue des départements de Boyacá et de Santander, au Tour du Táchira, mais il ne prend pas le départ de la première étape.

### Année 2014
Fin 2014 il prolonge son contrat avec la formation Colombia.

## Palmarès sur route
| - 2005 - Coppa Varignana - Giro delle Pesche Nettarine di Romagna : - Classement général - 2e étape - Trofeo Maria Santissima delle Grazie - Giro del Veneto e delle Dolomiti : - Classement général - 1re et 3e étapes - Gran Premio Colli Rovescalesi - Gran Premio Città di Vetralla - 2e du Trofeo San Serafino - 3e du Trofeo Edilizia Mogetta - 2007 - 3e étape de la Clásica de Girardot (contre-la-montre) - 2008 - 4e étape du Doble Sucre Potosi Grand Prix - 1re étape du Tour de Slovaquie - 2009 - Vainqueur de la Coupe d'Italie espoirs - 3e du Trophée Melinda - 2010 - 2e étape du Circuito de Cómbita - 2e du Grand Prix de l'industrie et de l'artisanat de Larciano - 3e du Circuito de Cómbita - 3e du Trophée Matteotti - 2011 - Tour de Hokkaido : - Classement général - 4e étape (contre-la-montre) - 6e étape du Tour de San Luis - 3e étape du Tour de Slovaquie - 2e du Tour de Kumano - 2e du Trophée Melinda - 3e du Tour de Toscane - 3e du Trophée Matteotti | - 2012 - 6e étape du Tour d'Italie - 2e du Trofeo Laigueglia - 2e de la Prueba Villafranca de Ordizia - 2e de la Coppa Sabatini - 2013 - 2e du Grand Prix de l'industrie et du commerce de Prato - 3e de la Semaine internationale Coppi et Bartali - 2014 - Champion de Colombie sur route - 3e du Tour des Apennins - 2016 - 2e étape de la Vuelta al Valle del Cauca - 1re étape du Tour du lac Qinghai - 9e étape de la Vuelta a Chiriquí - 3e de la Vuelta al Valle del Cauca - 2017 - 3e étape de la Clásica de Marinilla - 3e étape de la Vuelta a Cundinamarca - 2e étape de la Vuelta a Boyacá - Clásica Club Deportivo Boyacá : - Classement général - 1re étape - 2018 - 1re étape du Clásico RCN - 2019 - Classement général de la Vuelta al Tolima - 2e étape de la Clásica Ciudad de Soacha - Clásica Zacapu - 2022 - Clásica Benito Juárez |  |

## Résultats sur les grands tours

### Tour d'Italie
4 participations
- 2006 : 103e
- 2012 : 62e, vainqueur de la 6e étape
- 2013 : 45e
- 2014 : 101e

### Tour d'Espagne
1 participation
- 2015 : 70e

## Résultats sur les championnats

### Championnats du monde professionnels

#### Course en ligne
2 participations.
- 2009 : 37e au classement final.
- 2011 : 128e au classement final.

## Classements mondiaux
| Année            | 2005 | 2006 | 2007 | 2008 | 2009 | 2010 | 2011 | 2012 | 2013 | 2014 | 2015 |
| ---------------- | ---- | ---- | ---- | ---- | ---- | ---- | ---- | ---- | ---- | ---- | ---- |
| UCI America Tour |      |      |      | 137e |      |      | 71e  | 269e | 146e | 78e  | 240e |
| UCI Asia Tour    |      |      |      |      |      |      | 34e  |      |      |      |      |
| UCI Europe Tour  | 503e | 623e | 553e | 129e | 55e  | 97e  | 34e  | 28e  | 28e  | 200e |      |

## Palmarès sur piste

### Championnats de Colombie
- Medellín 2010
  -  Médaillé d'argent de la course à l'américaine (avec Edwin Ávila)[42].
  -  Médaillé de bronze de la course scratch[43].